# Otidiphaps
Otidiphaps is een geslacht van vogels uit de familie duiven (Columbidae).

## Soorten
Het geslacht kent de volgende soorten:
- Otidiphaps nobilis – Fazantduif